# Pałac Czerniński w Pradze
Pałac Czerniński (czeski: Černínský palác) – duży pałac, pierwotnie barokowa budowla w Pradze 1, na Placu Hradczańskim (w rzeczywistości naprzeciwko Lorety). Od 1934 roku służył jako siedziba Ministerstwa Spraw Zagranicznych w byłej Czechosłowacji, a obecnie jest siedzibą MSZ Czech.